# Cratere Isako
Isako  è un cratere sulla superficie di Venere.